# Afar-medence

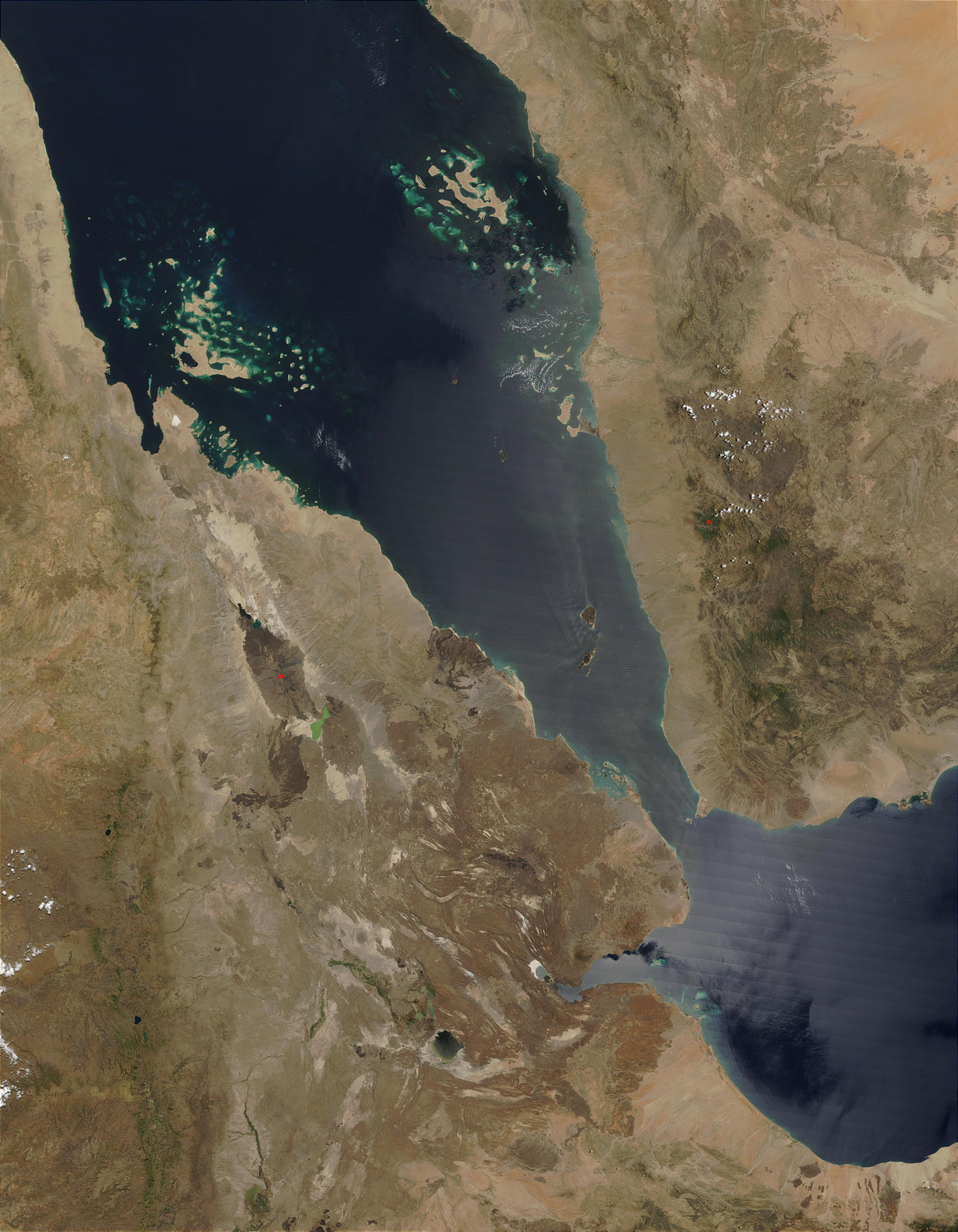
Az Afar-medence műholdfényképe a Vörös-tenger és az Arab-félsziget egy részével.

Az Afar-medence, más néven Afar-föld vagy Danakil-föld nyugaton az Etióp-magasfölddel, északkeleten a Vörös-tengerrel, keleten az Ádeni-öböllel határos, háromszög alakú medenceegyüttes, amelynek többsége Etiópiához, északi pereme Eritreához, keleti része Dzsibutihoz tartozik. Nyugati és déli határa (az északi szélesség 10° körül húzódó Szomáliai-törés) egyaránt tektonikus, mivel ez a Kelet-afrikai árok (nyugati ágának) északi vége, ún. óceáni partvidéki rendszere. Nevét az itt élő danakilokról kapta, akik afaroknak nevezik magukat.

## Domborzata és vízrajza
Hullámos felszínén sós mocsarakkal kitöltött medencéket és közöttük olyan elszórt vulkáni kúpokat találunk, mint például az Erta Ale. Legmagasabb pontja (1200 m) az Afrera-csúcs, legalacsonyabb része a Danakil-mélyföld (−116 m). A földtörténeti közelmúltban még tengerfenék volt, amit egyértelműen mutatnak a helyenként a felszínen található korallmészkövek. A terület jelentős részét futóhomok borítja. A mélyedésekben található tavakat a környező magasföldeken beszivárgó talajvíz táplálja; vizük az állandó bepárlódás eredményeként sós. Hasonló okokból és hasonképpen sós a kis, zömmel időszakos patakok vize is. Más források az utóvulkáni működés termékei; ezek ugyancsak nagy sótartalmú, de jellemzően kénhidrogénes vizek.

## Élővilága
A növényzet sivatagi-félsivatagi jellegű; a zömmel sós talajon a csak a kimondottan szárazságtűrő fajok élnek meg. A hegyek felől beömlő folyók mentén trópusi galériaerdők zöldellnek; a sztyeppek jellemző fája az ernyőakácia (Acacia). Állatvilága az Aethiops faunabirodalom afrikai faunaterületének K-afrikai tartományába tartozik. Gerinces faunájának jellemző képviselői:
- aranysakál (Canis aureus)
- homoki róka (Vulpes rueppelli)
- sivatagi hiúz (Caracal caracal)
- karcsú mongúz (Galerella sanguinea)
- ichneumon (Herpestes ichneumon)
- abesszin petymeg (Ganetta abyssinica)
- sivatagi dik-dik (Madoqua saltiana)
- beira (avagy béra, Dorcatragus megalotis)

## Éghajlata
Forró és száraz. A Föld egyik legforróbb vidéke. A terület peremén, a tengerparton fekvő Dzsibuti évi középhőmérséklete 29,4 °C; a júliusi középhőmérséklet meghaladja a 35 °C-ot. A tenger közelsége folytán nagy (70–75%) a relatív páratartalom, de eső alig esik (< 100 mm/év). A párás hőséget az európaiak rosszul viselik.

## Gazdasági élete
A kopár föld csak némi nomád pásztorkodásra alkalmas. A nomádok főleg juhot és kecskét, kisebb részben tevét és szarvasmarhát tartanak.

## Történelem
Az afarok (más néven danakilok) a terület őslakói. A középkorban az Oszmán Birodalom és Etiópia határvidéke volt, majd a 17. századtól önálló szultanátusok alakultak itt; ezek közül a Tadzsurai szultanátus vált a legjelentősebbé. A franciák 1862-ben megalapították Obok városát, és 1884-ben Obok néven gyarmatukká nyilvánították a terület keleti felét (a mai Dzsibutit). A területet átszelő határvonalat 1906-ban brit-olasz-etióp tárgyalásokon rögzítették.

## Nevezetességei
Az Afar-medencét az itt talált ősi emberszabású-maradványok tették híressé. Innen került elő Lucy (3,4 millió éves), a leghíresebb Australopithecus afarensis-lelet, majd a Selamnak elnevezett kislány (3,3 millió éves) majdnem teljes csontváza. Itt találták meg a közeli Herto faluról hertói embernek nevezett, 160 ezeréves maradványokat is; átmeneti jellege dacára jelenleg a hertói embert tekintik a Homo sapiens legrégibb képviselőjének.